# HD 45291
HD 45291，又名CP-52 913，SAO 234475、HR 2322，是一颗恒星，视星等为5.98，位于銀經260.64，銀緯-25.23，其B1900.0坐标为赤經6h 21m 21.8s，赤緯-52° -25.23′ 34″。